# Gérard Jarry
Pour les articles homonymes, voir Jarry.
Gérard Jarry est un violoniste français, né le 6 juin 1936 à Châtellerault et mort le 18 janvier 2004 à Saint-Éliph.

## Biographie
Lauréat du premier Grand Prix du concours Long-Thibaud à l'âge de 14 ans, il va se révéler rapidement comme l'un des plus grands violonistes français du XXe siècle .
En 1959, il fonde le Trio à cordes français, auquel participent Serge Collot et Michel Tournus.
En 1969, il rejoint comme violon solo l'orchestre de chambre Jean-François Paillard. C'est avec cet orchestre, dont il a fait partie durant trente trois ans, qu'il enregistre les grands concertos baroques et classiques, dont l'intégrale des concertos de Jean-Marie Leclair réalisée en 1977 et couronnée par plusieurs grands prix du disque, celles des concertos de Haydn en 1973, de Mozart en 1976, de Bach en 1978. Au total, avec Jean-François Paillard, il a produit plus de 150 enregistrements (dont une cinquantaine où il intervient en tant que soliste) et a donné plus de 2 500 concerts sur les cinq continents.
Entre 1984 et 2001, il est également premier violon solo de l'Orchestre national d'Île-de-France, où on lui doit plusieurs enregistrements.
Il a été professeur au Conservatoire national supérieur de Paris et a formé plusieurs générations d'artistes, dont certains mènent une carrière internationale.
La virtuosité de Gérard Jarry était légendaire. Sur scène, il impressionnait des musiciens tel Maurice André. Il a d'ailleurs été le premier à enregistrer la totalité des concertos de Jean-Marie Leclair, dont les difficultés techniques se placent au sommet de la littérature pour violon de l'époque baroque.